# Donja Ljubata
Donja Ljubata (cyr. Доња Љубата) – wieś w Serbii, w okręgu pczyńskim, w gminie Bosilegrad. W 2011 roku liczyła 270 mieszkańców.